# Рувиано
Рувиа̀но (на италиански: Ruviano) е село и община в Южна Италия, провинция Казерта, регион Кампания. Разположено е на 80 m надморска височина. Населението на общината е 1839 души (към 2010 г.).